# Knivsta Centrum för idrott och kultur

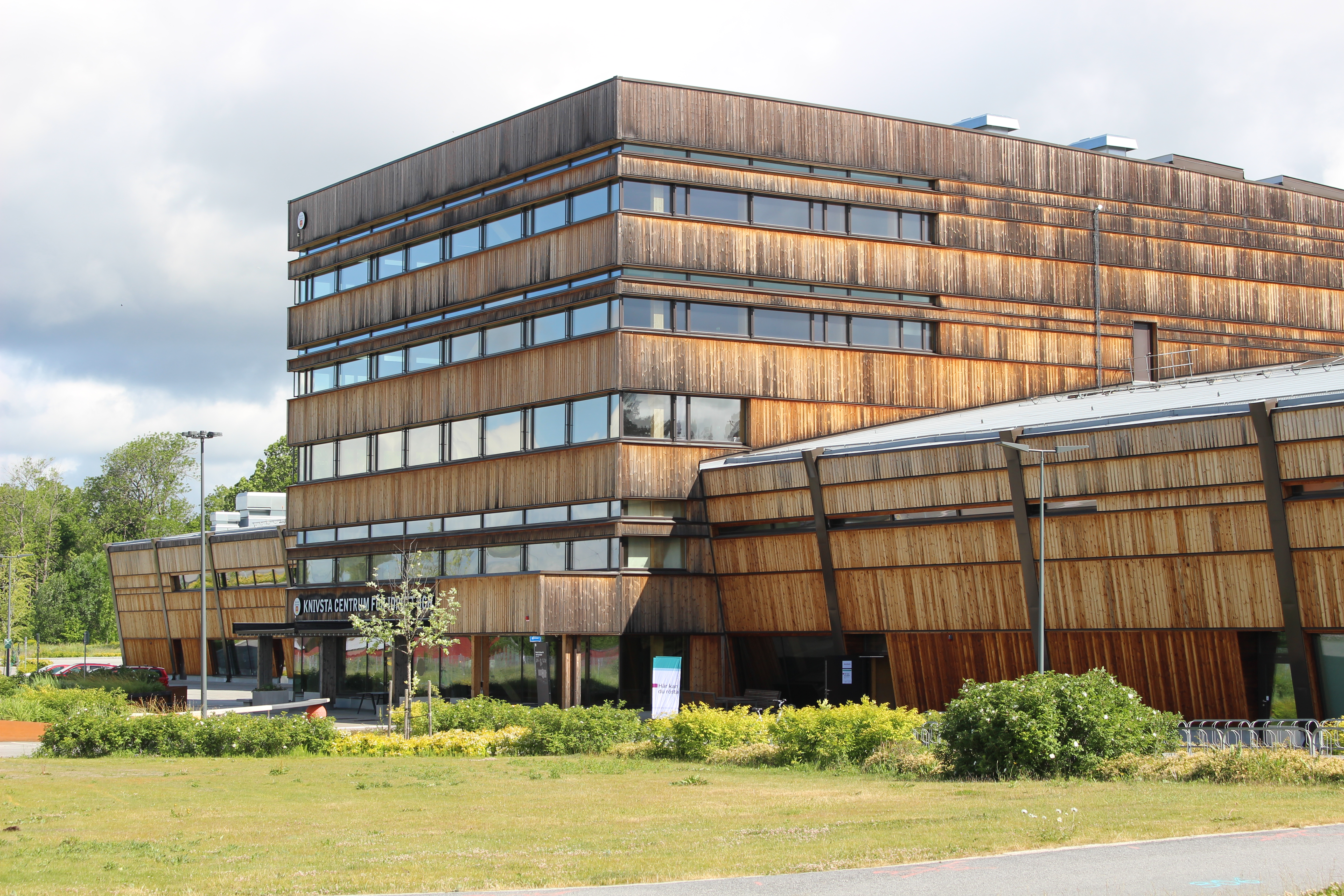
Knivsta Centrum för idrott och kultur

Knivsta Centrum för idrott och kultur (ofta kallad CIK) är en kombianläggning i Knivsta med idrottshallar, ishall, restaurang, konstutställningar och i mitten en konsertlokal med plats för cirka 400 sittande. Anläggningen ägs av Knivsta kommun och invigdes i december 2019. Byggnaden kostade cirka 400 miljoner kronor att bygga.